# 제임스 매디슨 행정부
제임스 매디슨은 1809년 3월 4일부터 1817년 3월 4일까지 제4대 미국 대통령을 역임했다. 매디슨은 1808년 대통령 선거에서 연방당 소속의 찰스 코츠워스 핑크니를 압도적으로 꺾고 취임했다. 그는 1812년에 디윗 클린턴을 꺾고 재선되었다. 그의 재임 기간은 미영 전쟁이 지배적이었다. 두 차례 대통령 임기를 마친 매디슨은 1817년 국무장관이자 같은 민주공화당 소속인 제임스 먼로에게 자리를 물려주었다.
매디슨의 대통령 재임 기간은 진행 중이던 나폴레옹 전쟁의 영향으로 지배되었다. 처음에는 유럽 전쟁으로 인해 미국 상인들이 해운 활동을 늘릴 수 있어 이득을 보았지만, 영국과 프랑스 제1제국 모두 무역을 차단하려는 시도로 미국 선박을 공격하기 시작했다. 계속되는 영국군의 미국 선박 공격과 강제 징용 관행에 대한 대응으로 미국은 영국에 선전포고하며 미영 전쟁이 시작되었다. 전쟁은 미국이 강력한 군대나 재정 시스템을 갖추지 못했기 때문에 행정적으로 혼란스러웠고, 미국은 캐나다를 정복하는 데 실패했다. 1814년, 영국군은 워싱턴에 진입하여 백악관과 미국 국회의사당에 불을 질렀다. 그러나 미국은 여러 주목할 만한 해전에서 승리하고 서부에서 영국군과 동맹을 맺은 아메리카 원주민의 저항을 분쇄했다. 뉴올리언스 전투에서의 미국 승리 직후, 전쟁은 헨트 조약의 비준으로 끝났는데, 어느 쪽도 큰 양보를 하지 않았다. 전쟁에서 얻은 것이 없음에도 불구하고, 조약의 시기는 많은 미국인들에게 미국이 전쟁에서 큰 승리를 거두었다는 확신을 주었고, 매디슨의 인기는 상승했다. 전쟁에 강력히 반대했던 연방당은 전쟁 이후 전국 정당으로서 붕괴했다.
매디슨은 민주공화당의 전임자인 토머스 제퍼슨의 제한된 정부 유산을 이어갈 의도로 취임했다. 그러나 전쟁 이후 매디슨은 더 높은 관세, 군비 증강, 그리고 미국 제2은행 설립을 선호했다. 로어노크의 존 랜돌프와 같은 엄격한 헌법 해석주의자들의 반대에도 불구하고, 매디슨의 전후 의제 대부분이 시행되었다. 매디슨은 매우 높은 인기를 누리며 퇴임했고, 그가 선택한 후임자인 제임스 먼로는 거의 반대 없이 당선되었다. 비록 많은 역사가들이 매디슨의 대통령 재임 기간에 대해 비판적이지만, 그는 일반적으로 역사가와 정치학자들의 여론 조사에서 평균 이상의 대통령으로 평가된다.

## 1808년 선거

1808년 선거인단 투표 결과

토머스 제퍼슨의 두 번째 임기가 끝나고 그의 은퇴 결정이 널리 알려지자, 매디슨은 1808년 민주공화당의 유력한 대통령 후보로 부상했다. 매디슨의 출마는 제퍼슨의 많은 정책에 반대했던 테르티움 퀴드로 알려진 민주공화당 그룹의 지도자인 존 랜돌프 하원의원의 저항에 직면했다. 뉴욕의 또 다른 민주공화당 그룹은 현직 부통령 조지 클린턴을 대통령으로 지명하는 것을 선호했다. 의회 지명 코커스에서 매디슨은 클린턴과 테르티움 퀴드가 선호했던 후보인 제임스 먼로를 꺾었다. 이때는 야당인 연방당이 뉴잉글랜드를 제외한 지역에서 거의 붕괴했기 때문에, 매디슨은 일반 선거에서 그들의 후보인 찰스 코츠워스 핑크니를 쉽게 물리쳤다. 매디슨은 핑크니의 47표에 비해 122표의 선거인단 투표수를 얻었으며, 클린턴은 그의 고향인 뉴욕주에서 대통령으로 6표를 받았다. 클린턴은 또한 부통령으로 재선되었고, 연방당의 루퍼스 킹을 쉽게 물리쳤다.
선거의 주요 쟁점은 미국 항구에 있는 모든 선박에 대한 일반적인 통상금지를 시행한 1807년 통상금지법이었다. 수출 금지는 상인들과 다른 상업적 이익을 해쳤지만, 국내 제조업을 장려했다. 이러한 경제적 어려움은 특히 무역 의존도가 높은 뉴잉글랜드에서 연방당 야당을 부활시켰다. 이 선거는 미국 역사상 새로운 대통령이 당선되었지만 현직 부통령이 계속 재임하는 두 번의 사례 중 첫 번째였다.

## 행정부

### 내각
1809년 취임 후 매디슨은 재무장관 앨버트 갤러틴을 국무장관으로 지명하려는 계획에 즉각적인 반대에 직면했다. 매디슨은 지명을 위해 의회와 싸우지 않고, 제퍼슨 행정부에서부터 재무부에 남아 있던 갤러틴을 유임시켰다. 재능 있는 스위스 태생의 갤러틴은 매디슨의 주요 고문, 측근, 정책 기획자였다. 지리적 균형과 당파적 충성심을 능력보다 우선하여 선임된 매디슨의 초기 내각의 다른 구성원들은 덜 유용했다. 육군장관 윌리엄 유스티스의 유일한 군사 경험은 미국 독립 전쟁 중 외과 의사였던 것이며, 해군장관 폴 해밀턴은 알코올 중독자였다. 매디슨은 국무장관 로버트 스미스를 스미스의 형제인 강력한 상원의원 새뮤얼 스미스의 요청에 의해서만 임명했다. 매디슨은 두 형제 모두에게 애정이 없었다. 조지 클린턴 부통령 또한 매디슨의 대통령직을 훼손하기 위해 적극적으로 활동했다. 신뢰하지 않는 인물들로 가득 찬 내각 때문에 매디슨은 내각 회의를 거의 소집하지 않았고, 대신 갤러틴과 단독으로 자주 상의했다.
갤러틴과 불화한 후, 스미스는 1811년 제임스 먼로를 위해 해임되었고, 먼로는 매디슨 행정부에서 중요한 영향력을 행사하게 되었다. 매디슨은 재선 승리 후 여러 명의 새로운 내각 구성원을 임명했다. 해밀턴은 마침내 윌리엄 존스로 교체되었고, 존 암스트롱 주니어는 먼로가 싫어했던 암스트롱에게 유스티스 자리를 물려주면서 먼로에게 큰 실망을 안겨주었다. 미영 전쟁 중 갤러틴은 유럽으로 평화 특사로 파견되었고, 재무장관 자리는 존스 (임시), 조지 W. 캠벨, 그리고 마침내 알렉산더 댈러스로 차례로 교체되었다. 좌절한 매디슨은 여러 차례의 실패 후 암스트롱을 해임하고 먼로로 교체했다. 리처드 러시, 벤저민 윌리엄스 크라우닌실드, 그리고 댈러스도 1814년에 내각에 합류했으며, 매디슨은 처음으로 효율적이고 조화로운 내각을 갖게 되었다.

### 부통령
매디슨 치하에서 두 명의 부통령이 재직했다. 조지 클린턴은 1809년 3월 4일부터 1812년 4월 20일 사망할 때까지 재직했다. 클린턴은 재임 중 사망한 최초의 부통령이다. 1967년 수정 헌법 제25조 비준 이전에 부통령직의 임기 중 공석을 채울 헌법적 규정이 없었으므로, 해당 직위는 공석으로 남겨졌다. 1812년 미국 대통령 선거에서 민주공화당 후보의 승리 후, 엘브리지 게리는 1813년 3월 4일에 취임했다. 그는 1814년 11월 23일 사망할 때까지 재직했으며, 부통령직은 매디슨의 두 번째 임기 동안 공석으로 남았다. 매디슨은 재임 중 두 명의 부통령이 사망한 유일한 대통령이다.

### 대사 임명
매디슨은 이전 2년 동안 제임스 먼로와 함께 공동 장관을 지냈던 윌리엄 핑크니를 영국 대사로 임명했다. 핑크니는 1811년에 귀국했다. 매디슨은 그를 조너선 러셀로 교체했으며, 그는 1812년 전쟁 발발까지 재직했다. 평화가 재개되자 존 퀸시 애덤스는 러시아 대사직을 포기하고 이 직책을 맡았다. 매디슨은 제임스 A. 베이야드를 러시아에서 애덤스를 대신하여 임명했지만, 그는 그 직책을 거부했다. 그 직책은 다음 행정부까지 공석으로 남았다. 프랑스에는 매디슨이 제퍼슨의 임명자인 존 암스트롱을 1810년까지 재직시켰다. 매디슨은 그를 시인 조엘 발로로 교체했는데, 그는 폴란드 전선 근처에서 폐렴으로 사망했다. 매디슨은 그를 1814년까지 윌리엄 H. 크로퍼드로 교체했고 그 다음에는 전 재무장관 앨버트 갤러틴으로 교체했다. 스페인에는 매디슨이 제퍼슨 행정부에서부터 남아 있던 대리대사 조지 W. 어빙을 유임시켰고, 1814년에는 그 직책을 전권대사로 격상시켰다. 포르투갈에는 매디슨이 토머스 섬터 주니어를 임명했다.

## 사법부 임명
매디슨은 대통령 임기 중 대법원에서 두 명의 공석을 채울 기회를 가졌다. 첫 번째 공석은 1810년 말 대법관 윌리엄 쿠싱의 사망으로 발생했다. 당시 대법관들은 순회 재판을 해야 했기 때문에, 매디슨은 뉴잉글랜드 출신인 매사추세츠에 거주하는 쿠싱의 후임자를 찾아야 했지만, 이념적, 정치적으로 적합한 자격을 갖춘 후보자가 거의 없었다. 토머스 제퍼슨의 추천으로 매디슨은 먼저 전 법무부 장관 레비 링컨 시니어에게 자리를 제안했지만, 그는 건강상의 이유로 거절했다. 매디슨은 이어서 노골적인 민주공화당 지지자였던 알렉산더 월콧을 지명했지만, 월콧은 상원에서 부결되었다. 다음 지명자는 당시 러시아 대사로 재직 중이던 존 퀸시 애덤스였으나, 그는 언젠가 대통령에 출마하기를 희망하여 거절했다. 마침내, 제퍼슨의 반대에도 불구하고 매디슨은 하원 임기 중 금수조치에 반대표를 던졌던 젊은 민주공화당 변호사 조지프 스토리에게 자리를 제안했다. 스토리는 상원에서 빠르게 인준되었고, 1845년까지 재직했다. 또 다른 공석은 1811년 대법관 새뮤얼 체이스의 사망으로 발생했다. 매디슨은 1811년 11월 15일 가브리엘 듀발을 후임으로 지명했다. 듀발은 1811년 11월 18일 상원에서 인준되었고, 같은 날 임명장을 받았다. 제퍼슨과 매디슨은 마셜 대법원에서 존 마셜 대법원장의 영향력을 약화시키기를 바랐지만, 매디슨의 두 임명 모두 법원의 연방주의적 이념적 성향을 바꾸지는 못했다.
매디슨은 11명의 다른 연방 판사를 임명했는데, 2명은 컬럼비아 특별구 연방 순회 법원, 9명은 다양한 미국 연방지방법원에 임명했다. 이 판사들 중 한 명은 같은 법원의 다른 직위에 두 번 임명되었다.

## 전쟁 전 경제 정책
매디슨은 제퍼슨의 의제를 계속 추진하고자 했고, 취임 연설에서 저세금과 국가 부채 감축을 요구했다. 매디슨이 취임하면서 직면한 가장 시급한 문제 중 하나는 미국 제1은행의 미래였다. 은행의 20년 헌장이 1811년에 만료될 예정이었기 때문이다. 두 번째 주요 쟁점은 제퍼슨의 두 번째 임기 후반에 불황에 접어든 경제였다. 갤러틴은 특히 경제가 어려운 시기에 은행이 중요한 자본원과 정부 자금을 안전하게 예치할 수 있는 장소 역할을 했기 때문에 은행의 헌장 갱신을 선호했다. 그러나 대부분의 민주공화당원들은 도시 기반 엘리트들의 부패한 도구로 간주되는 은행을 싫어했다. 매디슨은 이 문제에 대해 강력한 입장을 취하지 않았고, 의회는 국립은행의 헌장이 만료되도록 허용했다. 다음 5년 동안 주 정부가 인가한 은행의 수는 세 배 이상 증가했다. 이들 은행 중 다수는 자체적으로 지폐를 발행했으며, 당시 연방 정부는 지폐를 발행하지 않았기 때문에 이들 지폐는 미국 통화 시스템의 중요한 부분이 되었다.

## 서플로리다

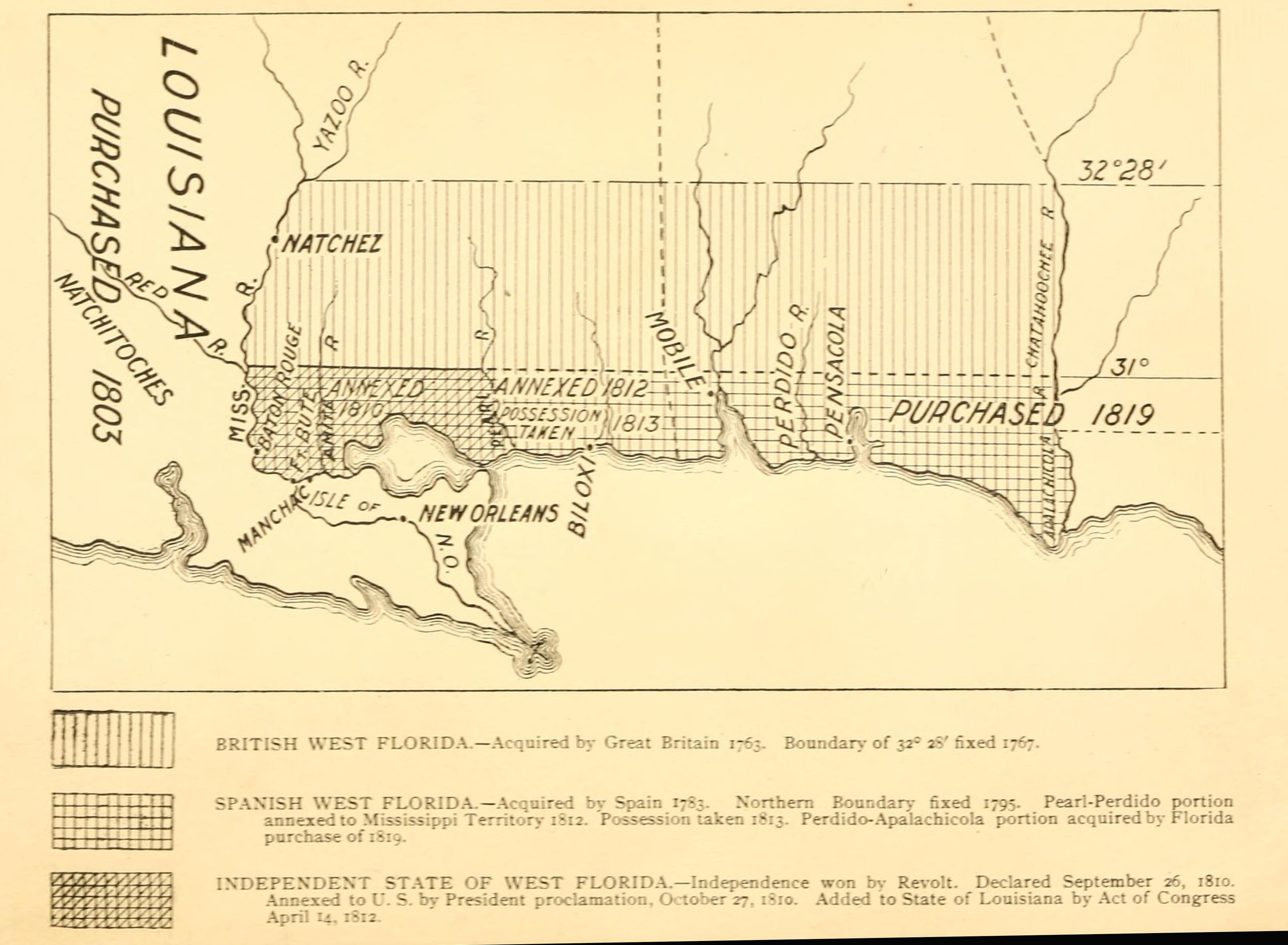
1898년에 발행된 서플로리다의 영토 변화를 보여주는 약도^{p 2}

스페인으로부터의 서플로리다 획득은 제퍼슨 대통령의 주요 목표 중 하나였다. 루이지애나 매입을 협상했던 제퍼슨과 제임스 먼로는 루이지애나 매입에 서플로리다가 포함되었다고 주장했으며, 매디슨은 이 주장을 계속 지지했다. 진행 중이던 반도 전쟁으로 스페인의 신세계 식민지 통제력이 약화되었고, 스페인은 서플로리다와 동플로리다에 대한 실질적인 통제력이 거의 없었다. 매디슨은 특히 영국이 이 지역을 통제할 가능성에 대해 우려했는데, 이는 캐나다와 함께 영국 제국이 미국의 북부 및 남부 국경 지역을 통제하게 될 것이기 때문이었다. 그러나 미국은 프랑스나 영국이 개입할 수 있는 상황에서 이 영토를 위해 전쟁을 벌이기를 꺼렸다.
매디슨은 이 지역의 정착민들에게 미국에 병합을 요청하도록 설득하기 위해 윌리엄 와이코프를 서플로리다로 보냈다. 부분적으로 와이코프의 독촉으로 서플로리다 주민들은 1810년 7월 세인트 존스 평원 협약을 개최했다. 협약에 선출된 대부분의 사람들은 미국에서 태어났으며 스페인으로부터의 독립을 대체로 지지했다. 그러나 그들은 독립 선언이 스페인 군사적 보복을 유발할 것을 우려했다. 1810년 9월, 서플로리다의 스페인 총독이 스페인으로부터 군사 지원을 요청했다는 것을 알게 된 후, 서플로리다 주민들로 구성되고 필리몬 토머스가 이끄는 민병대가 배턴 루지에 있는 스페인 요새를 점령했다. 세인트 존스 평원 협약의 지도자들은 서플로리다 공화국의 설립을 선언하고 매디슨에게 스페인의 보복을 막기 위해 군대를 파견해 달라고 요청했다. 미시시피 준주 총독 데이비드 홈즈는 자신의 주도로 미군 병력을 서플로리다로 파견했다. 10월 선언으로 알려진 발표에서 매디슨은 미국이 서플로리다 공화국을 장악하고 이를 올리언스 준주에 할당했다고 발표했다. 스페인은 페르디도 강 동쪽의 서플로리다 부분을 계속 통제했다. 매디슨은 또한 조지 매튜스를 고용하여 동플로리다와 남아있는 서플로리다의 스페인 부분에서 스페인에 대한 반란을 선동했지만, 이 노력은 성공적이지 못했다. 스페인은 나중에 1819년 애덤스-오니스 조약에서 서플로리다에 대한 미국의 통제를 인정했으며, 이 조약에서 스페인은 동플로리다에 대한 통제권도 양도했다.

## 윌킨슨 사건

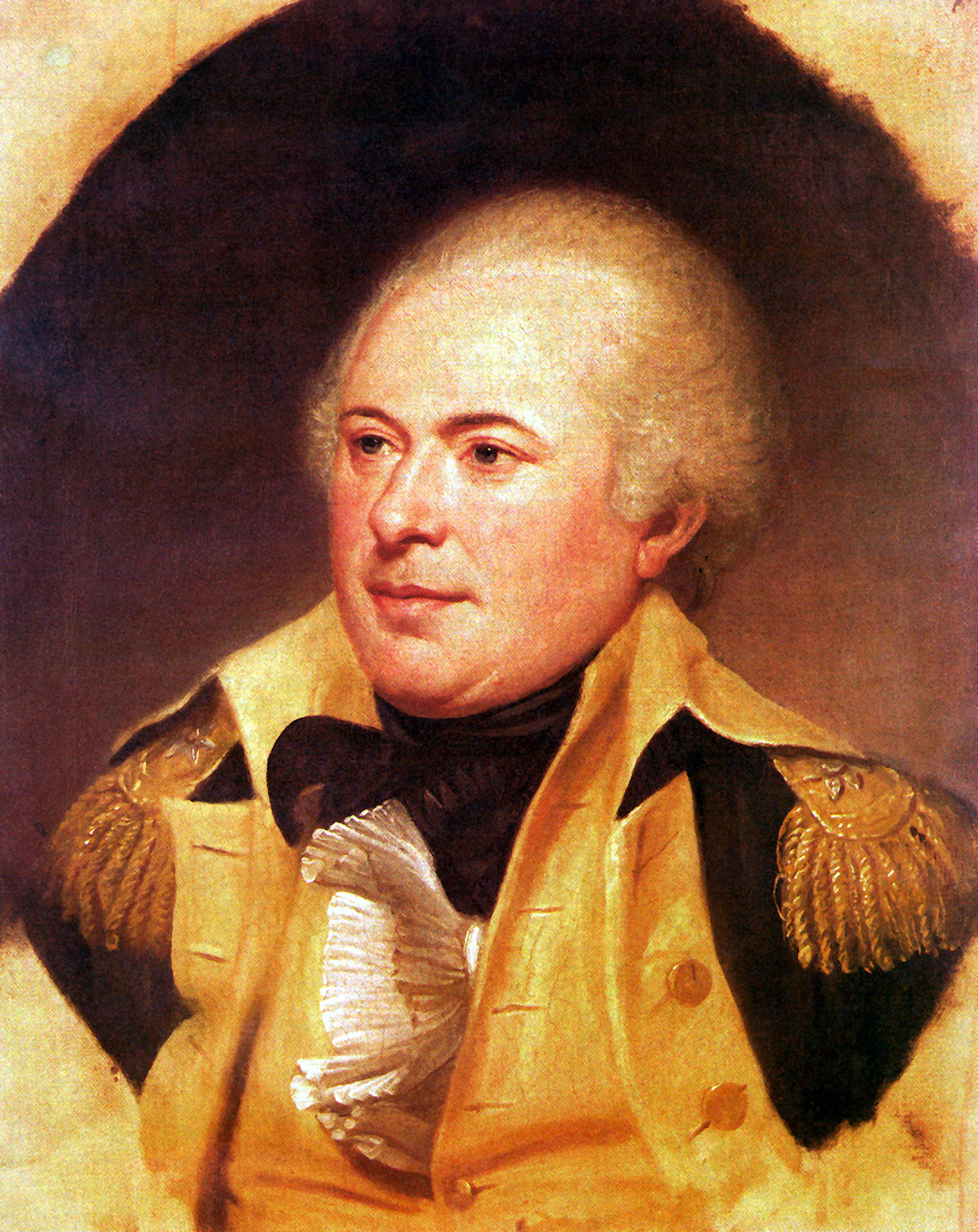

제임스 윌킨슨 장군은 1805년 제퍼슨에 의해 루이지애나 준주 주지사로 임명되었다. 1809년, 매디슨은 윌킨슨을 루이지애나 해안의 테르 오 뵈프 책임자로 임명하여 미국을 침략으로부터 보호했다. 윌킨슨은 무능한 장군으로 드러났다. 많은 병사들은 그가 비효율적이라고 불평했다. 그들의 텐트는 결함이 있었고, 그들은 말라리아, 이질, 괴혈병에 걸려 매일 수십 명이 사망했다. 윌킨슨은 변명했고 긴 의회 조사는 결론이 없었다. 매디슨은 윌킨슨의 펜실베이니아에서의 정치적 영향력 때문에 그를 유임시켰다. 윌킨슨이 영국군에게 두 번의 전투 패배를 당하자, 매디슨은 마침내 1812년에 그를 현역에서 해제했다. 역사가 로버트 앨런 러틀랜드는 윌킨슨 사건이 "전쟁부에 상처를 남겼고" 미영 전쟁 초기에 "매디슨을 무능한 고위 군 관계자들로 둘러싸이게 했다"고 말한다.

## 미영 전쟁

### 전쟁의 서곡
프랑스 혁명 전쟁과 나폴레옹 전쟁은 1790년대 초부터 유럽을 휩쓸었다. 나폴레옹 보나파르트는 1805년 아우스터리츠 전투에서 결정적인 승리를 거두었고, 그 결과 유럽은 그 후 몇 년간 대체로 평화를 유지했지만, 미국이 오랫동안 프랑스와 영국 모두와 무역을 해왔던 대양에서는 긴장이 계속되었다. 미국은 1807년 이전 기간 동안 이 전쟁들로부터 많은 이득을 얻었다. 미국 선박업이 확장되고 나폴레옹이 루이지애나 준주를 미국에 팔았기 때문이다. 1807년, 영국은 추밀원령을 발표하여 프랑스 제1제국에 대한 봉쇄를 선언했다. 프랑스는 영국 항구를 방문하는 모든 미국 선박에 대한 공격을 허용하는 정책을 발표했지만, 이 정책은 영국이 1805년 트라팔가르 해전에서 해군 우위를 확립했기 때문에 상대적으로 효과가 거의 없었다. 미국 선박에 대한 영국과 프랑스의 계속된 공격에 대응하여 토머스 제퍼슨 행정부는 유럽과의 무역을 중단시키는 1807년 통상금지법을 통과시켰다. 의회는 제임스 매디슨이 대통령이 되기 직전에 이 법을 폐지했다. 1809년 초, 의회는 비교류법을 통과시켜 프랑스와 영국 외의 다른 해외 국가들과의 무역을 재개했다. 프랑스와의 미국 무역 외에, 영국과 미국의 주요 분쟁은 영국에 의한 선원 강제 징용이었다. 프랑스와의 길고 값비싼 전쟁 동안, 많은 영국 시민들이 자국 정부에 의해 해군에 강제 징용되었고, 이 징집병들 중 상당수는 미국 상선으로 탈영했다. 이러한 인력 손실을 용납할 수 없었던 영국은 여러 미국 선박을 나포하고 포로로 잡힌 선원들을 강제로 영국 해군에 복무시켰는데, 이들 중 일부는 실제로는 영국 국적이 아니었다. 미국인들은 이러한 강제 징용에 분노했지만, 영국 국적자를 고용하지 않는 것과 같은 이를 제한하는 조치를 취하는 것을 거부했다. 경제적인 이유로, 미국 상인들은 영국 선원을 고용할 권리를 포기하는 것보다 강제 징용을 선호했다.
처음에는 유망해 보였지만, 영국이 추밀원령을 철회하도록 설득하려는 제임스 매디슨 대통령의 외교적 노력은 1809년 4월 영국 외무장관 조지 캐닝에 의해 거부되었다. 1809년 8월, 외교관 데이비드 어스킨이 소환되고 "하체트맨" 프랜시스 제임스 잭슨으로 교체되면서 영국과의 외교 관계가 악화되었다. 제임스 매디슨은 전쟁 노력에 필요한 부채와 세금에 이념적으로 반대했기 때문에 전쟁 요구에 저항했다. 영국 역사가 폴 랭포드는 1809년 어스킨의 해임을 영국의 중대한 실수로 본다.
워싱턴 주재 영국 대사(어스킨)는 거의 협상에 도달했지만, 결국 미국 측의 비타협성 때문이 아니라 외무장관이 저지른 뛰어난 외교적 실수 중 하나로 인해 좌절되었다. 모든 미국적인 것에 대한 순수한 혐오감 때문에 가장 무책임한 방식으로 어스킨 대사를 소환하고 협상을 망친 것은 캐닝이었다. 이것은 가장 불필요한 어리석음이었다. 그 결과, 나폴레옹에게 새로운 당혹감이 될 가능성은 그의 적에게 훨씬 더 심각한 당혹감이 될 확실성으로 바뀌었다. 비록 영국 내각이 결국 국내 산업 로비의 압력에 대응하여 영국의회령 문제에 대해 필요한 양보를 했지만, 그 조치는 너무 늦게 이루어졌다.... 북미 시장의 상실은 결정적인 타격이 될 수도 있었다. 미국이 전쟁을 선포할 때쯤에는 나폴레옹의 대륙봉쇄령이 깨지기 시작했고, 그에 따라 위험도 줄어들고 있었다. 그럼에도 불구하고, 군사적인 의미에서는 결론이 나지 않았지만, 이 전쟁은 영국 정치인이 막을 수 있었던 귀찮고 값비싼 당혹감이었다.

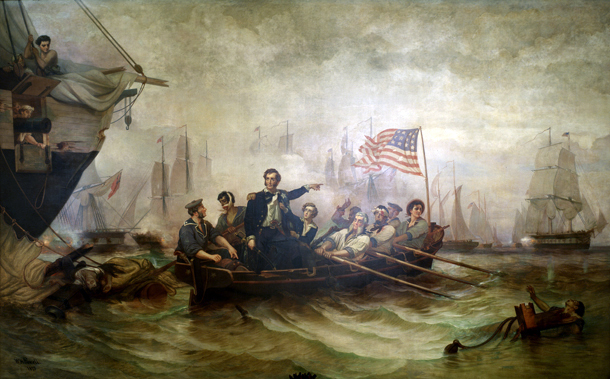
올리버 해저드 페리 제독이 1813년 이리호 전투에서 영국 해군을 격파했다.
파웰 1873.

잭슨이 매디슨을 어스킨과의 이중성을 비난한 후, 매디슨은 잭슨의 국무부 출입을 금지하고 보스턴으로 돌려보냈다. 1810년 초, 매디슨은 영국과의 전쟁에 대비하여 육군과 해군을 증강하기 위한 추가 예산 편성을 의회에 요청하기 시작했다. 의회는 또한 메이컨 법안 제2호로 알려진 법안을 통과시켰는데, 이는 프랑스와 영국과의 무역을 재개했지만, 상대방 국가가 미국 선박에 대한 공격을 중단하기로 동의하면 한 국가에 대한 통상금지 조치를 다시 부과하겠다고 약속했다. 단순히 통상금지 조치를 계속하기를 원했던 매디슨은 이 법을 반대했지만, 한 국가에 대한 통상금지 조치를 재부과할 수 있는 법의 조항을 사용할 기회를 잡았다. 미국과 영국을 분열시키려 했던 나폴레옹은 미국이 무역 제한을 유사하게 해제하지 않는 모든 국가를 처벌하는 한 프랑스의 미국 선박 공격을 중단하겠다고 제안했다. 매디슨은 영국이 추밀원령을 철회하도록 설득할 것이라는 희망으로 나폴레옹의 제안을 받아들였지만, 영국은 정책을 변경하기를 거부했다. 반대되는 보증에도 불구하고, 프랑스 또한 미국 선박을 계속 공격했다.
미국 선박에 대한 공격이 계속되면서, 매디슨과 더 넓은 미국 대중은 영국과의 전쟁을 준비하고 있었다. 일부 관찰자들은 미국이 영국과 프랑스 모두와 삼자 전쟁을 벌일 수도 있다고 믿었지만, 매디슨을 포함한 민주공화당원들은 영국이 공격에 훨씬 더 책임이 있다고 생각했다. 많은 미국인들은 신생 국가의 명예와 위상을 회복하기 위해 "제2차 독립 전쟁"을 요구했고, 분노한 대중은 헨리 클레이 시니어와 존 캘훈이 이끄는 "매파" 의회를 선출했다. 영국이 나폴레옹 전쟁에 한창이던 때, 매디슨을 포함한 많은 미국인들은 미국이 캐나다를 쉽게 점령할 수 있고, 그렇게 되면 미국은 다른 모든 분쟁에 대한 협상 카드로 캐나다를 사용하거나 단순히 캐나다를 계속 통제할 수 있다고 믿었다. 1812년 6월 1일, 매디슨은 의회에 전쟁 선포를 요청했다. 선포는 지역 및 당파적 노선을 따라 통과되었으며, 제퍼슨의 무역 금지령으로 경제적 피해를 입었던 연방당원들과 북동부 지역의 강한 반대에 부딪혔다.
매디슨은 서둘러 의회에 국가를 "위기 상황이 요구하는 갑옷과 태세"를 갖추도록 요청했으며, 특히 육군 확대, 민병대 준비, 사관학교 완성, 군수품 비축, 해군 확장을 권고했다. 매디슨은 난관에 봉착했다. 분열된 내각, 파벌적인 당, 고집 센 의회, 방해적인 주지사, 무능한 장군들, 그리고 자기 주 밖에서는 싸우기를 거부하는 민병대까지. 전쟁 노력이 직면한 가장 심각한 문제는 통일된 대중적 지지 부족이었다. 뉴잉글랜드에서는 분리주의에 대한 심각한 위협이 있었는데, 캐나다와의 광범위한 밀수에 관여하고 재정 지원이나 병력 제공을 거부했다. 유럽의 상황 또한 미국에 불리하게 돌아갔다. 미국이 전쟁을 선포한 직후, 나폴레옹은 러시아 원정을 감행했고, 그 캠페인의 실패는 프랑스에 불리하고 영국과 그 동맹국에 유리하게 전세를 뒤집었다. 전쟁 전 몇 년 동안, 제퍼슨과 매디슨은 군대 규모를 축소하고, 미국 은행을 폐쇄했으며, 세금을 낮췄다. 이러한 결정들은 미국이 직면한 도전을 가중시켰는데, 전쟁이 시작될 무렵 매디슨의 군대는 대부분 훈련이 제대로 안 된 민병대원들로 구성되어 있었다.

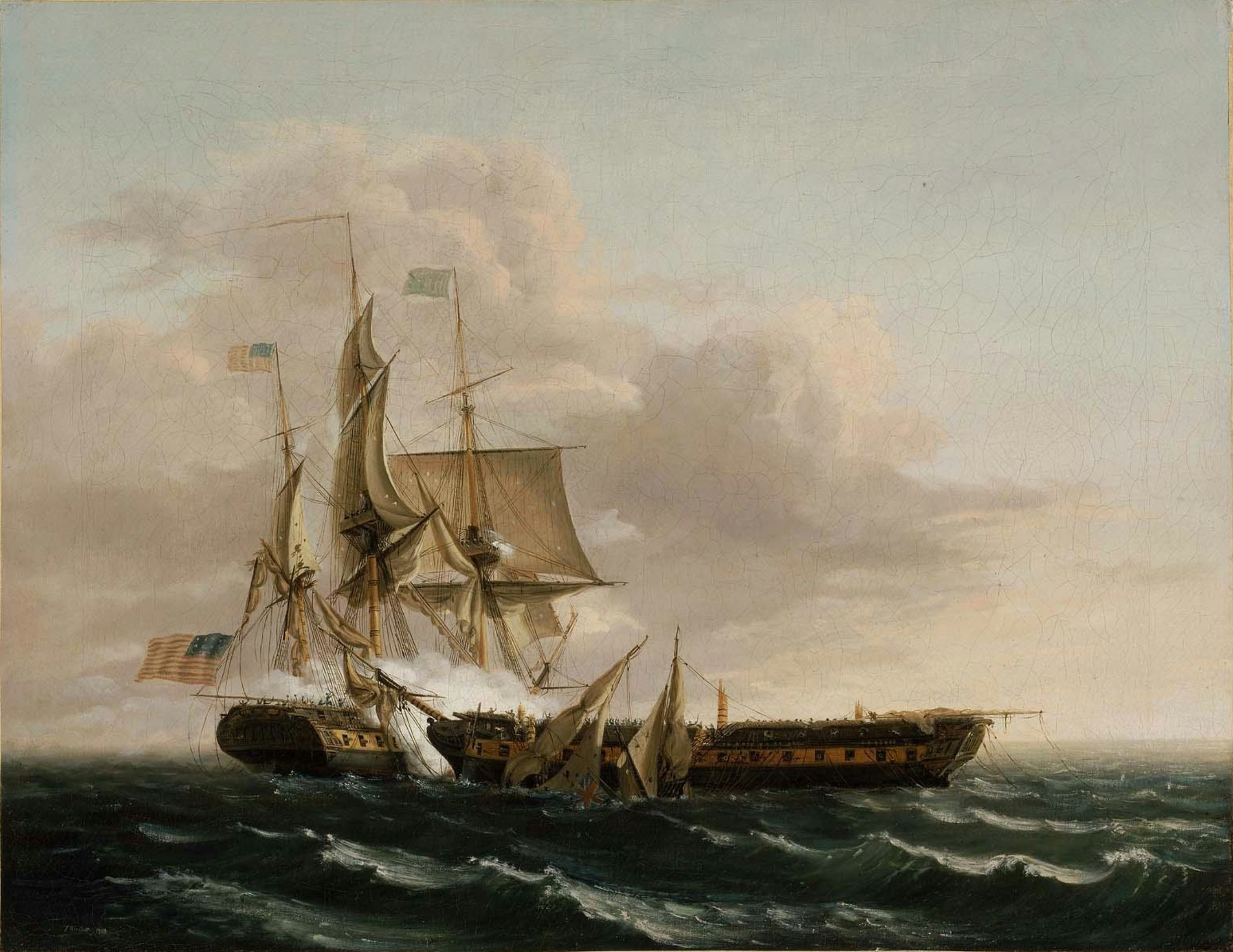
USS 컨스티튜션이 전쟁 중 중요한 사건인 HMS 게리에르를 격파한다.

### 군사 작전
매디슨은 캐나다 점령 후 전쟁이 몇 달 안에 끝날 것이라고 기대했지만, 그의 희망은 빠르게 좌절되었다. 매디슨은 주 민병대가 국기를 들고 캐나다를 침공할 것이라고 믿었지만, 북동부의 주지사들은 협력하지 않았다. 그들의 민병대는 전쟁에 참여하지 않거나 각자의 주를 떠나 작전을 수행하는 것을 거부했다. 육군부와 현장의 고위 지휘관들은 무능하거나 비겁하다는 것이 드러났다. 디트로이트의 장군은 총 한 발 쏘지 않고 더 작은 영국군에게 항복했다. 갤러틴은 국립은행이 폐쇄되었고, 뉴잉글랜드의 주요 금융가들이 도움을 거부했으며, 정부 수입이 주로 관세에 의존했기 때문에 전쟁 자금을 조달하는 것이 거의 불가능하다는 것을 알게 되었다. 민주공화당 의회는 확장된 군대를 승인하기 위해 당의 원칙을 거스르는 것을 기꺼이 했지만, 1813년 6월까지 직접세를 부과하는 것을 거부했다. 충분한 수입이 부족하고, 뉴잉글랜드 은행가들의 대출 요청이 거부되자, 매디슨 행정부는 뉴욕시와 필라델피아에 기반을 둔 은행가들이 제공하는 고금리 대출에 크게 의존했다. 헨리 디어본이 이끄는 캐나다에서의 미국 캠페인은 스토니 크릭 전투에서 패배로 끝났다. 한편, 영국은 아메리카 원주민, 특히 쇼니족 추장 테쿰세와 동맹을 맺은 여러 부족들에게 무기를 제공하여 북서부 지역의 미국 진지를 위협하려 했다.
미영 전쟁의 비참한 시작 이후, 매디슨은 전쟁을 중재하자는 러시아의 초대를 수락하고 전쟁을 신속히 끝내기 위해 갤러틴, 존 퀸시 애덤스, 제임스 바야드를 유럽으로 보냈다. 매디슨이 전쟁을 끝내기 위해 노력하는 동안, 미국은 특히 해상에서 일부 군사적 성공을 거두었다. 미국은 세계에서 가장 큰 상선대를 구축했지만, 제퍼슨과 매디슨 통치 하에 부분적으로 해체되었다. 매디슨은 이들 선박 중 다수가 전쟁에서 사략선이 되는 것을 승인했고, 이들은 1,800척의 영국 선박을 나포했다. 전쟁 노력의 일환으로, 뉴욕주 새켓츠 하버에 미국 해군 조선소가 건설되었고, 수천 명의 사람들이 12척의 전함을 생산했으며 전쟁이 끝날 무렵에는 또 다른 전함 한 척이 거의 준비되었다. 이리호의 미국 해군 전대는 성공적으로 자신을 방어하고 적을 나포하여 전쟁 서부 전선의 영국군 보급 및 증원을 마비시켰다. 이리호 전투 이후, 윌리엄 헨리 해리슨 장군은 테쿰세 연맹과 영국군의 병력을 테임즈 전투에서 격파했다. 이 전투에서 테쿰세의 죽음은 올드 노스웨스트에서 무장한 아메리카 원주민 저항의 영구적인 종말을 의미했다. 1814년 3월, 앤드루 잭슨 장군은 호스슈벤드 전투에서 승리하며 올드 사우스웨스트에서 영국과 동맹을 맺은 머스코기족의 저항을 무너뜨렸다. 이러한 성공에도 불구하고, 영국은 미국의 캐나다 침공 시도를 계속 격퇴했으며, 1813년 후반에는 영국군이 나이아가라 요새를 점령하고 버펄로의 미국 도시를 불태웠다. 1814년 초, 영국은 헨트 마을에서 평화 협상을 시작하기로 합의했으며, 영국은 모든 평화 협정의 일환으로 올드 노스웨스트에 인디언 장벽 국가를 설립할 것을 추진했다.

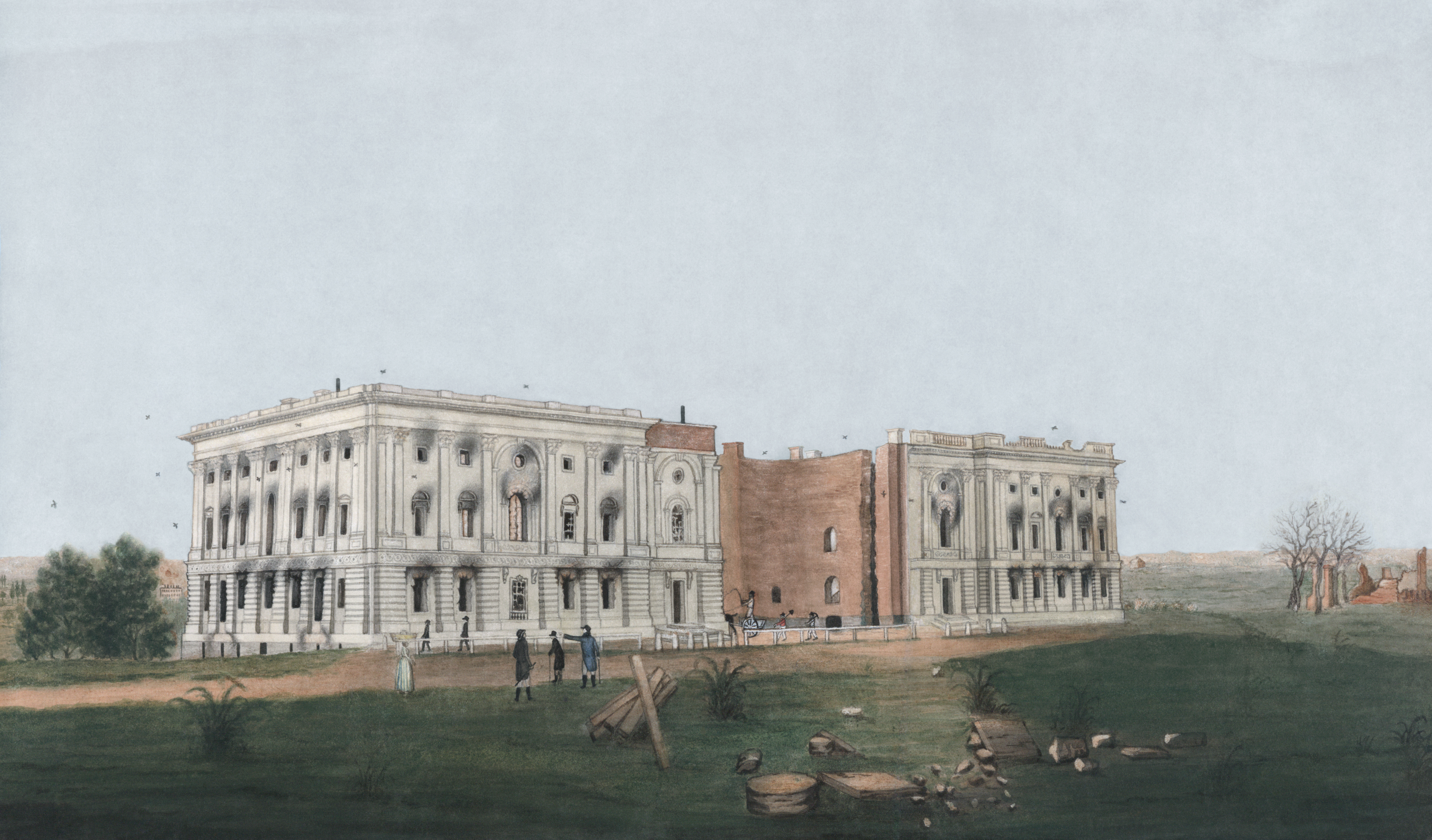
미완성된 미국 국회의사당은 1814년 8월 24일 영국군에 의해 불태워졌다.

1814년 3월 파리 전투 이후 나폴레옹의 퇴위 이후, 영국은 북미로 병력을 이동시키기 시작했다. 조지 이자드 장군과 제이컵 브라운 장군 휘하에서, 미국은 1814년 중반에 또 다른 캐나다 침공을 시작했다. 칩파와 전투에서의 미국 승리에도 불구하고, 침공은 다시 한번 정체되었다. 한편, 영국은 대서양 연안에 대한 공격의 규모와 강도를 늘렸다. 윌리엄 H. 윈더 장군은 워싱턴이나 볼티모어에 대한 잠재적 공격에 대비하여 집중된 병력을 모으려 했지만, 그의 명령은 워터 암스트롱 장관에 의해 취소되었다. 영국은 1814년 8월 체서피크만에 대규모 병력을 상륙시켰고, 영국군은 8월 24일 워싱턴에 접근했다. 미국군은 블래던스버그 전투에서 패배했고, 이 전투에서 매디슨 자신은 일부 포병 부대를 지휘하고 공격을 지시했다. 이 사건은 미국 역사상 현직 대통령이 전장에서 직접 군대를 지휘한 유일한 경우로 주목할 만하다. 비록 매디슨이 군사 지휘관으로서 형편없이 행동했고 그의 노력은 궁극적으로 전투에서 패배했기 때문에 헛수고였다.
블랜든스버그 전투에서 승리한 영국군은 워싱턴의 연방 건물을 불태웠다. 돌리 매디슨은 영국군이 백악관을 불태우기 직전에 백악관의 귀중품과 문서를 구해냈다. 영국군은 다음으로 볼티모어로 이동했지만, 미국이 맥헨리 요새에 대한 해군 공격을 격퇴하자 영국군은 공격을 취소했다. 매디슨은 8월 말 이전에 워싱턴으로 돌아왔고, 영국 주력군은 9월에 그 지역을 떠났다. 영국은 캐나다에서 침공을 시도했지만, 1814년 9월 플래츠버그 전투에서 미국의 승리로 뉴욕을 정복하려던 영국의 희망은 좌절되었다.
영국군이 다음으로 뉴올리언스 시를 공격할 것을 예상한 새로 임명된 육군 장관 제임스 먼로는 잭슨 장군에게 도시 방어를 준비하라고 명령했다. 한편, 영국 대중은 북미 전쟁에 반대하기 시작했고, 영국 지도자들은 분쟁에서 신속히 벗어날 방법을 찾기 시작했다. 1815년 1월 8일, 잭슨의 병력은 뉴올리언스 전투에서 영국군을 격파했다. 한 달여 후, 매디슨은 자신의 협상가들이 헨트 조약에 도달하여 양측의 큰 양보 없이 전쟁이 끝났다는 것을 알게 되었다. 또한, 양측은 영국-미국 국경 분쟁을 해결하기 위한 위원회를 설립하기로 합의했다. 매디슨은 신속히 헨트 조약을 상원에 보냈고, 상원은 1815년 2월 16일에 조약을 비준했다. 대부분의 미국인들에게, 수도 방화, 뉴올리언스 전투, 헨트 조약을 포함한 전쟁 말기의 사건들은 뉴올리언스에서의 미국 용맹이 영국을 항복하게 만들었다는 것처럼 보였다. 이러한 견해는 부정확했지만, 10년 동안 지속된 전후의 행복감에 크게 기여했다. 이는 또한 전략적으로 결론이 나지 않았음에도 불구하고 전쟁의 중요성을 설명하는 데 도움이 된다. 대통령으로서의 매디슨의 명성은 향상되었고, 미국인들은 마침내 미국이 세계 강대국으로 자리매김했다고 믿었다. 1815년 6월 워털루 전투에서의 나폴레옹의 패배는 나폴레옹 전쟁을 영구적으로 종식시켰고, 미국과 영국 간의 오대호 군비 축소에 관한 협상은 매디슨이 퇴임한 직후 러쉬-배곳 조약의 서명으로 이어졌다.

## 전후

### 연방주의자들의 붕괴
1809년경, 연방당은 몇몇 강력한 거점을 제외하고는 더 이상 경쟁력이 없었다. 존 퀸시 애덤스 대사를 포함하여 한때 저명했던 많은 연방주의자들이 매디슨의 공화당에 합류했다. 연방당의 위상은 매디슨의 대통령 재임 기간 동안 계속해서 하락했다. 미영 전쟁은 뉴잉글랜드에서 매우 인기가 없었고, 1814년 12월 뉴잉글랜드 6개 주의 대표들은 하트퍼드 회의에서 불만을 논의하기 위해 모였다. 회의에 참석한 일부는 분리 독립을 주장했지만, 대부분은 아직 그러한 급진적인 조치를 요구할 의사가 없었다. 회의는 해리슨 그레이 오티스가 이끄는 대표단을 워싱턴 D.C.로 보냈고, 대표들은 헌법에 대한 몇 가지 수정안을 요구했다. 대표단은 뉴올리언스 전투와 헨트 조약 소식이 전해진 직후 도착했으며, 하트퍼드 대표단은 의회에서 거의 무시당했다. 회의가 전면적인 반란으로 이어질 것을 우려했던 매디슨은 회의의 주요 결과가 몇 가지 실현 불가능한 수정안 요청이라는 사실에 안도했다. 하트퍼드 회의 대표들은 대부분 연방주의자였고, 미국인들이 영국으로부터의 성공적인 "제2차 독립 전쟁"을 축하하는 가운데, 하트퍼드 회의는 연방당에 정치적 족쇄가 되었다. 미영 전쟁 이후, 연방당은 전국적으로 잊혀졌지만, 1820년대까지 일부 지지층을 유지했다.

### 경제 정책
제14차 의회는 미영 전쟁이 끝난 지 몇 달 후인 1815년 12월에 소집되었다. 전쟁 자금 조달의 어려움과 통화 규제를 돕기 위한 기관의 필요성을 인식한 매디슨은 국립은행의 재설립을 제안했다. 그는 또한 육군과 해군에 대한 지출 증액과 외국 경쟁으로부터 미국 상품을 보호하기 위한 관세를 선호했다. 매디슨은 도로와 운하와 같은 내부 개선이 경제 번영뿐만 아니라 미국 내 통합을 촉진하는 데 도움이 된다고 언급했으며, 내부 개선에 대한 연방 지출을 명시적으로 승인하는 헌법 수정안을 요구했다. 이러한 이니셔티브는 민주공화당 대통령에게는 큰 변화를 의미했으며, 존 랜돌프와 같은 엄격한 해석론자들의 반대에 부딪혔다. 그는 매디슨의 제안이 "해밀턴을 능가한다"고 말했다. 매디슨의 관세 제안은 제퍼슨의 지지를 얻었는데, 그는 "이제 우리는 제조업자를 농업인 옆에 두어야 한다"고 말했다.
매디슨의 제안에 응답하여 14차 의회는 당시까지 역사상 가장 생산적인 입법 기록 중 하나를 작성했다. 매디슨은 1816년 관세법의 제정을 비교적 쉽게 얻어냈다. 관세법은 국내 수요를 충족시킬 수 있는 수준으로 미국에서 생산되는 모든 상품에 대해 높은 수입 관세를 설정했다. 3년 후에는 세율이 약 20%로 하락할 것이었다. 존 C. 캘훈 하원의원은 새로운 관세가 다양하고 자급자족하는 경제를 만드는 데 도움이 될 것이라고 주장했다. 새로운 미국 제2은행의 설립은 더 많은 반대를 받았지만, 의회는 그럼에도 불구하고 은행에 25년 헌장을 부여하는 법안을 통과시켰다. 법안의 조건에 따라 미국은 새 은행 자본의 5분의 1을 공급하고 은행 이사회의 4분의 1을 선출할 것이었다. Nathaniel Macon과 같은 일부 테르티움 퀴드들은 국립은행이 위헌이라고 주장했지만, 매디슨은 미국 제1은행의 운영이 합헌성 문제를 해결했다고 주장했다.
매디슨은 또한 국가의 서부 지역으로 연결되는 컴벌랜드 도로에 대한 연방 지출을 승인했다. 의회는 도로가 볼티모어에서 세인트루이스까지 이어지도록 계획했으며, 이는 이전에 테쿰세 동맹이 점유했던 토지의 정착을 돕는 데 기여할 것이었다. 퇴임하기 직전의 마지막 조치로, 매디슨은 더 많은 내부 개선, 즉 도로, 교량, 운하를 위한 자금을 조달할 예정이었던 1817년 보너스 법안에 거부권을 행사했다. 거부권을 행사하면서 매디슨은 일반 복지 조항이 내부 개선에 대한 연방 지출을 광범위하게 승인하지 않는다고 주장했다.
매디슨이 새로운 입법의 시행을 감독하는 동안, 댈러스 재무장관은 재무부를 재편하고 정부 예산을 흑자로 돌려놓았으며, 국가를 금과 은에 의존하는 본위 화폐 시스템으로 되돌렸다. 1816년, 1812년 전쟁의 고아와 미망인에게는 5년간 급여의 절반을 지급하는 연금이 확대되었다.

### 제2차 바르바리 전쟁
미영 전쟁 중 바르바리 국가들은 미국 선박에 대한 공격을 강화했다. 이들 국가는 명목상 오스만 제국의 속국이었지만, 실제로는 독립적이었으며, 지중해에서 무역하는 국가들에게 조공을 요구했다. 전쟁이 끝남에 따라 미국은 이제 확장된 미 해군을 바르바리 국가들에 투입할 수 있었다. 의회는 1815년 3월 알제에 전쟁을 선포하며 제2차 바르바리 전쟁을 시작했다. 당시까지 역사상 가장 큰 미국 함대인 17척의 선박이 지중해로 파견되었다. 몇 차례의 패배 후 알제는 조약 체결에 동의했고, 튀니스와 트리폴리도 이어서 조약을 체결했다. 바르바리 국가들은 모든 포로를 석방하고 조공 요구를 중단하기로 합의했다.

### 인디언 정책

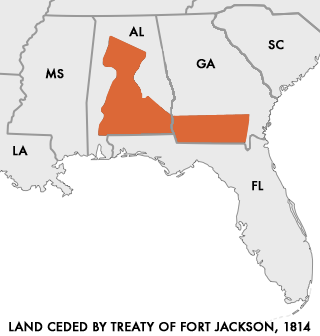

매디슨은 아메리카 원주민에 대해 가부장적인 태도를 보였으며, 남자들이 사냥을 포기하고 농부가 되도록 장려했다. 그는 1809년에 연방 정부의 의무는 "문명화된 상태에서 인간의 정신과 태도가 수용할 수 있는 개선에 참여"함으로써 아메리카 원주민을 개종시키는 것이라고 말했다. 대통령으로서 매디슨은 머스코기족과 오세이지족을 포함한 남동부 및 서부 인디언들과 자주 만났다. 호스슈벤드 전투에서 승리한 후, 잭슨은 패배한 머스코기족에게 잭슨 요새 조약에 서명하도록 강요했으며, 이 조약은 머스코기족과 체로키족(잭슨과 동맹을 맺었던)에게 앨라배마주와 조지아주의 2,200만 에이커 토지에 대한 통제권을 포기하도록 강요했다. 매디슨은 처음에는 헨트 조약에서 이 토지를 반환하는 데 동의했지만, 잭슨의 저항에 직면하여 매디슨은 물러섰다. 영국은 한때 동맹이었던 그들을 버렸고, 미국은 남서부와 북서부 국경에 대한 통제를 강화했다.

## 기타 국내 문제

### 헌법 수정안
1810년 5월, 의회는 외국에서 귀족 작위를 수락하는 모든 시민의 미국 시민권을 박탈하는 미국 헌법 수정안을 승인하고 이를 주 의회에 비준을 위해 제출했다. 그러나 일반적으로 귀족 칭호 수정안으로 알려진 제안된 수정안은 필요한 주들의 비준을 받지 못했으며 기술적으로 여전히 주들 앞에 계류 중이다.

### 연방에 편입된 주
매디슨 재임 기간 동안 두 개의 새로운 주가 연방에 편입되었다.
- 루이지애나주 – 1812년 4월 30일[96]
- 인디애나주 – 1816년 12월 11일[97]

## 선거

### 1812년 선거

1812년 선거인단 투표 결과

참석률이 저조했던 1812년 민주공화당 의회 코커스는 1812년 5월에 열렸고, 매디슨은 반대 없이 재지명되었다. 뉴욕 민주공화당의 반대파는 뉴욕 부지사이자 최근 사망한 조지 클린턴 부통령의 조카인 디윗 클린턴을 1812년 선거에서 매디슨에 대항할 후보로 지명했다. 이 민주공화당 파벌은 다가오는 전쟁에 반대하는 공화당원들, 전쟁을 더 단호하게 추진하지 않는 것에 매디슨에게 화가 난 민주공화당원들, 버지니아 왕조와 남부의 백악관 통제에 지친 북부인들, 그리고 매디슨보다 거의 누구라도 원하는 불만을 품은 뉴잉글랜드인들 사이에서 연합을 형성하여 대통령을 끌어내리기를 희망했다. 매디슨을 이길 전망에 실망한 상위 연방당원들은 클린턴 지지자들과 만나 통일 전략을 논의했다. 연합하기 어려웠지만, 그들은 클린턴을 대통령으로, 필라델피아 변호사 제러드 잉거솔을 부통령으로 지명했다.
미영 전쟁이 인기가 없었던 북동부 지역에서 지지 기반을 강화하기 위해 매디슨은 매사추세츠 주지사 엘브리지 게리를 부통령 러닝메이트로 선택했다. 클린턴과 연방당의 책략에도 불구하고, 매디슨은 1800년 선거 이후 가장 적은 득표율 차이로 재선되었다. 그는 클린턴의 89표에 대해 128표의 선거인단 표를 얻었다. 연방당은 남부를 제외한 대부분의 주에서 이득을 얻었지만, 펜실베이니아의 매디슨 지지로 현직 대통령이 선거인단 투표에서 과반수를 확보했다. 이 선거는 연방당에게 중요한 마지막 선거였는데, 그 이후로 연방당은 대통령 선거에서 강력한 도전을 하지 못했다.

### 1816년 선거

1816년 선거인단 투표 결과

1816년 대통령 선거에서 매디슨과 제퍼슨은 모두 또 다른 버지니아 출신인 제임스 먼로 국무장관의 출마를 선호했다. 매디슨과 제퍼슨의 지지를 얻어 먼로는 당의 의회 코커스에서 윌리엄 H. 크로퍼드 육군장관을 꺾고 지명을 받았다. 뉴욕 주지사 대니얼 D. 톰킨스는 먼로의 러닝메이트로 나서는 데 동의했다. 연방당이 전국 정당으로서 계속 붕괴하면서 먼로는 1816년 선거에서 연방당의 루퍼스 킹을 쉽게 물리쳤다. 의회 선거에서는 의원 급여를 인상하는 법안에 대한 대중의 분노로 인해 양당의 수십 명의 하원의원이 재선에 실패했다.

## 역사적 평가
매디슨의 대통령 재임 기간은 제2차 독립 전쟁의 승리라는 인기 있는 성과로 끝났지만, 역사가들은 훨씬 더 비판적이었다. 역사가들이 매디슨에게 칭찬하는 것은 주로 1800년 이전의 업적에서 비롯된다. 역사가들은 매디슨의 전쟁 수행 방식에 대해 맹렬히 비판한다. 헨리 스틸 코머저와 리처드 B. 모리스는 1968년에 매디슨에 대한 통념적인 견해는 "무능한 대통령"이며 "불필요한 전쟁을 잘못 관리했다"는 것이라고 말했다. 우드는 매디슨의 전쟁 중 꾸준한 지도력과 대통령 권한 확장을 피하려는 결의를 칭찬하며, 한 동시대인의 관찰을 인용하여 전쟁이 "반역죄 재판이나 명예훼손 기소조차 없이" 수행되었다고 언급했다. 게리 윌스는 그의 전쟁 수행 실패의 네 가지 주요 원인을 지적한다. 그는 정보 제공을 하지 않았고, 혼란스러운 지휘 구조를 용인했으며, 고위 군사 및 민간 임명에 능력보다 정치적 영향력이 우선했고, 상비군보다 민병대를 더 신뢰했다.
민간 문제에 있어서 마셜 스멜서는 매디슨이 의회가 대통령으로부터 권력을 빼앗도록 허용했다고 주장한다. 헌법적 의미에서가 아니라 실질적인 문제에서 그렇다. 공화당 코커스가 차기 대통령 지명권을 장악하면서 고위급 정치적 책동의 중심지가 되었고, 대통령은 소외되었다. 더욱이 의회 코커스, 상임위원회, 하원 의장은 지명 저지 능력과 같은 새로운 권한을 얻었다. 매디슨은 갤러틴을 국무장관으로 상원에서 승인받지 못했다. 스멜서는 다음과 같이 결론 내린다.
1815년의 대통령직은 이전 어느 때보다 약했다. 의회가 정책을 만들었고, 어느 정도는 행정 세부 사항에도 영향을 미쳤다. 매디슨의 행동은 그에게 약한 인물이라는 비난을 가져왔다.
매디슨에 대한 모든 평가를 요약하면서 스키드모어는 다음과 같은 결론을 내렸다.
그는 실수를 저질렀고, 의회에 과도하게 양보했으며, 의도적으로 재앙적일 수 있었던 전쟁에 미국을 몰아넣었다. 그리고 실제로 국가 수도가 파괴되는 정도까지 재앙적이었다. 그의 행동 중 일부는 현대 국가의 지속적인 발전과 양립할 수 없는 견해를 반영했다. 그럼에도 불구하고, 그의 다른 행동들은 헌법 시스템을 강화했다. 또한 그는 무의식적으로 국가를 진정으로 새 시대로 진입할 준비를 시켰고, 여러 면에서 오늘날에도 대통령에게 모범이 될 만한 방식으로 행동했다.... 오직 업적만을 본다면 매디슨의 대통령 재임 기간은 "위대했다"고 결론 내릴 수 있다. 혹은 그의 리더십 실패만을 고려한다면 약하고 어설펐다고 결론 내릴 수 있다.
역사가와 정치학자들의 여론조사는 매디슨을 평균 이상의 대통령으로 평가하는 경향이 있다. 2018년 미국정치학회의 대통령 및 행정 정치 부문 여론조사에서 매디슨은 12번째로 좋은 대통령으로 평가되었다. 2017년 C-SPAN의 역사가 여론조사에서는 매디슨이 17번째로 좋은 대통령으로 평가되었다. 2006년 역사가 여론조사에서는 매디슨이 미영 전쟁을 막지 못한 실패를 현직 대통령이 저지른 6번째로 최악의 실수로 평가했다.

## 내용주
1. 1 2  부통령 클린턴과 게리 둘 다 재임 중에 사망했다. 1967년 미국 수정 헌법 제25조가 채택되기 전에는 부통령직 공석을 채울 조항이 헌법에 없었으므로, 둘 다 남은 임기 동안 후임자가 없었다.[1]

### 참고 문헌
- Burstein, Andrew; Isenberg, Nancy (2010). 《Madison and Jefferson》. Random House. ISBN 978-0-8129-7900-8.
- Billias, George (1976). 《Elbridge Gerry, Founding Father and Republican Statesman》. New York, New York: McGraw-Hill Publishers. ISBN 978-0-07-005269-7.
- Howe, Daniel Walker (2007). 《What Hath God Wrought: The Transformation of America 1815–1848》. Oxford University Press. ISBN 9780195078947.
- Ketcham, Ralph (1971). 《James Madison: A Biography》. Macmillan. ISBN 978-0-8139-1265-3.
- Rutland, Robert A. (1990). 《The Presidency of James Madison》. Univ. Press of Kansas. ISBN 978-0700604654..
- Wills, Garry (2002). 《James Madison: The American Presidents Series: The 4th President, 1809-1817》. New York: Times Books.
- Wood, Gordon S. (2011). 《Empire of Liberty: A History of the Early Republic》. Oxford University Press. ISBN 978-0-199-83246-0. excerpt

## 더 읽어보기

### 개관 및 참고 자료
- Adams, Henry. History of the United States during the Administrations of James Madison (5 vol 1890–1891; 2 vol Library of America, 1986). ISBN 0-940450-35-6 Table of contents
  - Wills, Garry. Henry Adams and the Making of America. (2005); a retelling of Adams' history
- Buel Jr, Richard, and Jeffers Lennox. Historical dictionary of the early American republic (2nd ed. 2016). excerpt
- Channing, Edward. A history of the United States: volume IV: Federalists and Republicans 1789–1815 (1917) pp. 402–566 online; Old, highly detailed narrative
- DeConde, Alexander. A History of American Foreign Policy (1963) online edition pp. 97–125
- Ketcham, Ralph. "James Madison" in Henry Graff, ed. The Presidents: A Reference History (3rd ed. 2002) online
- Rutland, Robert A. ed. James Madison and the American Nation, 1751–1836: An Encyclopedia (Simon & Schuster, 1994).
- Schouler, James. History of the United States of America Under the Constitution: vol 2 1801–1817 (2nd ed. 1894) pp. 310–517; old detailed narrative; complete text online
- Smelser, Marshall. The Democratic Republic, 1801 1815 (1969) in The New American Nation Series.

### 전기
- Brant, James. James Madison: The President, 1809–1812 (1956), the most detailed  scholarly biography online
  - Brant, James. James Madison: Commander in Chief, 1812–1836 (1961) online
- Brant, Irving (1970). 《The Fourth President; a Life of James Madison》. Easton Press. Single volume condensation of his 6-vol biography
- Broadwater, Jeff. James Madison: A Son of Virginia and a Founder of a Nation. (U of North Carolina Press, 2012).
- Chadwick, Bruce. James and Dolley Madison: America's First Power Couple (Prometheus Books; 2014) 450 pages; detailed popular history
- Cost, Jay. James Madison: America's First Politician (Basic Books, 2021). online book review
- Howard, Hugh. Mr. and Mrs. Madison's War: America's First Couple and the War of 1812 (Bloomsbury, 2014).
- Ketcham, Ralph. James Madison: A Biography (1971), 755pp; excerpt
- Rutland, Robert A. James Madison: The Founding Father. New York: Macmillan Publishing Co., 1987. ISBN 978-0-02-927601-3.
- Skeen, Carl Edward. "Mr. Madison's Secretary of War." Pennsylvania Magazine 100 (1976): 336–55. on John Armstrong Jr.
- Skeen, C. Edward. John Armstrong Jr., 1758–1843: A Biography (1981), Scholarly biography of the Secretary of War.
- Walters, Raymond. Albert Gallatin: Jeffersonian Financier and Diplomat (1957).

### 학술 연구
- Banner Jr., James M. (1974).  C. Vann Woodward, 편집. 《Responses of the Presidents to Charges of Misconduct》. ISBN 0-440-05923-2.
- Belko, William S. "The Origins of the Monroe Doctrine Revisited: The Madison Administration, the West Florida Revolt, and the No Transfer Policy."  Florida Historical Quarterly 90.2 (2011): 157–192. in JSTOR
- Bickham, Troy. The Weight of Vengeance: The United States, the British Empire, and the War of 1812 (Oxford UP, 2012).
- Broadwater, Jeff. "James Madison, the War of 1812 and the Paradox of a Republican Presidency." Maryland Historical Magazine, 109#4 (2014): 428–51.
- Buel, Richard. America on the Brink: How the Political Struggle Over the War of 1812 Almost Destroyed the Young Republic (2015).
- Fitz, Caitlin A. "The Hemispheric Dimensions of Early US Nationalism: The War of 1812, Its Aftermath, and Spanish American Independence." Journal of American History 102.2 (2015): 356–379.
- Gates, Charles M. "The West in American Diplomacy, 1812–1815." Mississippi Valley Historical Review 26.4 (1940): 499–510. in JSTOR
- Hatzenbuehler, Ronald L. "Party Unity and the Decision for War in the House of Representatives, 1812." William and Mary Quarterly (1972) 29#3: 367–390. in JSTOR
- Hatzenbuehler, Ronald L., and Robert L. Ivie. "Justifying the War of 1812: Toward a Model of Congressional Behavior in Early War Crises." Social Science History 4.4 (1980): 453–477.
- Hill, Peter P. Napoleon's Troublesome Americans: Franco-American Relations, 1804–1815 (Potomac Books, Inc., 2005).
- Kaplan, L. S.  "France and Madison's decision for war, 1812." Mississippi Valley Historical Review (1964) 50 : 652–671.
- Kleinerman, Benjamin A. "The Constitutional Ambitions of James Madison's Presidency." Presidential Studies Quarterly 44.1 (2014): 6–26.
- Leiner, Frederick C. The end of Barbary terror: America's 1815 war against the pirates of North Africa (Oxford UP, 2006).
- Nester, William R. Titan: The Art of British Power in the Age of Revolution and Napoleon (U of Oklahoma Press, 2016).
- Pancake, John S. "The 'Invisibles': A Chapter in the Opposition to President Madison." Journal of Southern History 21.1 (1955): 17–37. in JSTOR
- Perkins, Bradford. Prologue to War: England and the United States, 1805–1812 (U of California Press, 1961). full text online free
- Perkins, Bradford. Castlereagh and Adams: England and the United States, 1812–1823 (U of California Press, 1964).
- Risjord, Norman K. "1812: Conservatives, War Hawks and the Nation's Honor." William and Mary Quarterly (1961) 18#2: 196–210. in JSTOR
- Siemers, David J. "Theories about Theory: Theory‐Based Claims about Presidential Performance from the Case of James Madison." Presidential Studies Quarterly 38.1 (2008): 78–95.
- Siemers, David J. "President James Madison and Foreign Affairs, 1809–1817: Years of Principle and Peril." in Stuart Leibiger ed., A Companion to James Madison and James Monroe (2012): 207–223.
- Snow, Peter. When Britain Burned the White House: The 1814 Invasion of Washington (2014).
- Stagg, John C. A. Mr. Madison's War: Politics, Diplomacy, and Warfare in the Early American Republic, 1783–1830 (1983). online
- Stagg, J.C.A. The War of 1812: Conflict for a Continent (Cambridge UP, 2012) short survey.
- Stagg, John C. A. "James Madison and the 'Malcontents': The Political Origins of the War of 1812," William and Mary Quarterly 33#4 (1976), pp. 557–85. in JSTOR
- Stagg, John C. A. "James Madison and the Coercion of Great Britain: Canada, the West Indies, and the War of 1812," in William and Mary Quarterly 38#1 (1981), 3–34. in JSTOR
- Stagg, John C. A. Mr. Madison's War: Politics, Diplomacy, and Warfare in the Early American republic, 1783–1830. (Princeton UP, 1983).
- Stagg, John C. A. Borderlines in Borderlands: James Madison and the Spanish-American Frontier, 1776–1821 (2009)
- Stuart, Reginald C. Civil-military Relations During the War of 1812 (ABC-CLIO, 2009).
- Sugden, John. "The Southern Indians in the War of 1812: The Closing Phase." Florida Historical Quarterly 60.3 (1982): 273–312.
- Trautsch, Jasper M. "' Mr. Madison's War' or the Dynamic of Early American Nationalism?." Early American Studies 10.3 (2012): 630–670. online
- White, Leonard D. The Jeffersonians: A Study in Administrative History, 1801–1829 (1951), explains the operation and organization of federal administration; online
- Zinman, Donald A. "The Heir Apparent Presidency of James Madison." Presidential Studies Quarterly 41.4 (2011): 712–726.

### 역사학
- Leibiger, Stuart, ed. A Companion to James Madison and James Monroe (2012) excerpt
  - Haworth, Peter Daniel. "James Madison and James Monroe Historiography: A Tale of Two Divergent Bodies of Scholarship." in A Companion to James Madison and James Monroe (2013): 521–539.
- Trautsch, Jasper M. "The causes of the War of 1812: 200 years of debate." Journal of Military History 77.1 (2013): 275–93. online